# Hestvika
Hestvika is een plaats in de Noorse gemeente Hitra, provincie Trøndelag. Hestvika telt 231 inwoners (2007) en heeft een oppervlakte van 0,5 km².